# Stanisław Grochowski (arcybiskup lwowski)
Stanisław Grochowski herbu Junosza (zm. 1 marca 1645) – arcybiskup lwowski, kustosz sandomierski, kanonik gnieźnieńskiej kapituły katedralnej od 1612 roku, kanonik krakowski i warszawski, proboszcz św. Michała na zamku w Krakowie, opat sieciechowski, pleban niedziedzicki.

## Życiorys
Studiował na Akademii Krakowskiej. Jako arcybiskup lwowski wdał się w wiele sporów z zakonami, kapitułą i magistratem Lwowa. Tolerował tumulty antyżydowskie. W 1641 przeprowadził synod diecezjalny.
Arcybiskup lwowski od 1634, kanonik krakowski w 1616 roku, kanonik warszawski od 1615, gnieźnieński od 1612, sekretarz królewski od 1609, kustosz sandomierski, kanonik sandomierski w 1614 roku, opat sieciechowski, pleban w Niedźwiedziu.